# Йоганнес Брамс
Йога́ннес Брамс (нім. Johannes Brahms; 7 травня 1833 — 3 квітня 1897) — німецький композитор, піаніст і диригент, один із головних представників епохи романтизму.
Брамс писав музику камерну і симфонічну, для фортепіано, а також для голосу і хору. Як піаніст-віртуоз, він часто виконував прем'єри своїх творів; також співпрацював з провідними музикантами свого часу, в тому числі з піаністкою Кларою Шуман і скрипалем Йозефом Йоахімом. Багато з його творів стали основними в сучасному концертному репертуарі. Брамс був безкомпромісним перфекціоністом, він знищив частину своїх робіт, а деякі залишив неопублікованими.
Був почесним членом Галицького музичного товариства.

## Біографія

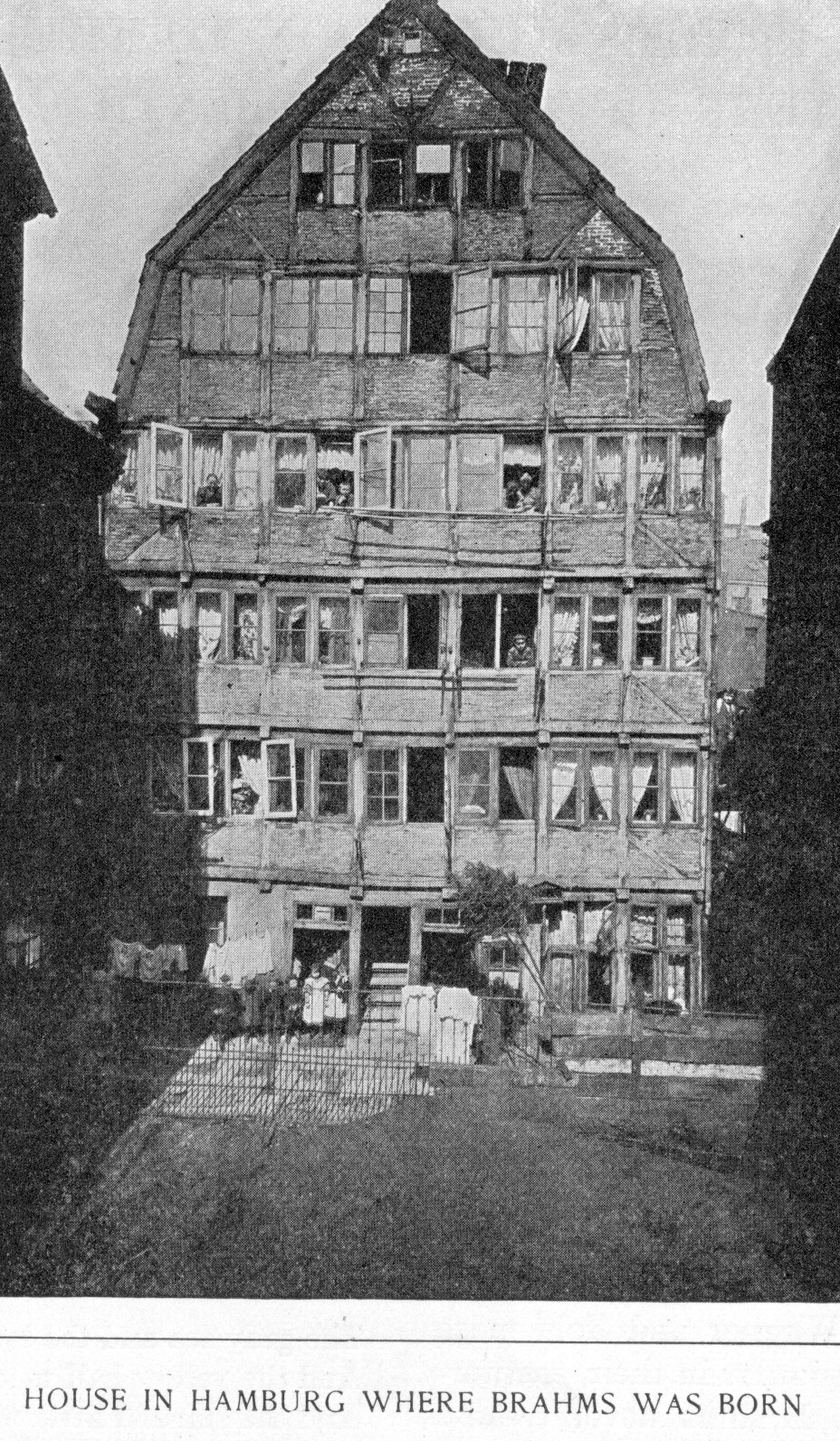
Фотографія будинку в Гамбурзі, в якому Йоганес Брамс народився, 1891 рік. Будинок був зруйнований під час бомбардувань у 1943 році.

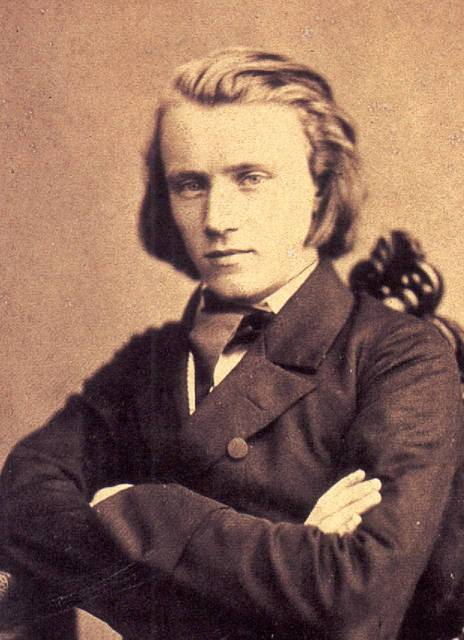
Йоганнес Брамс у 1853 році

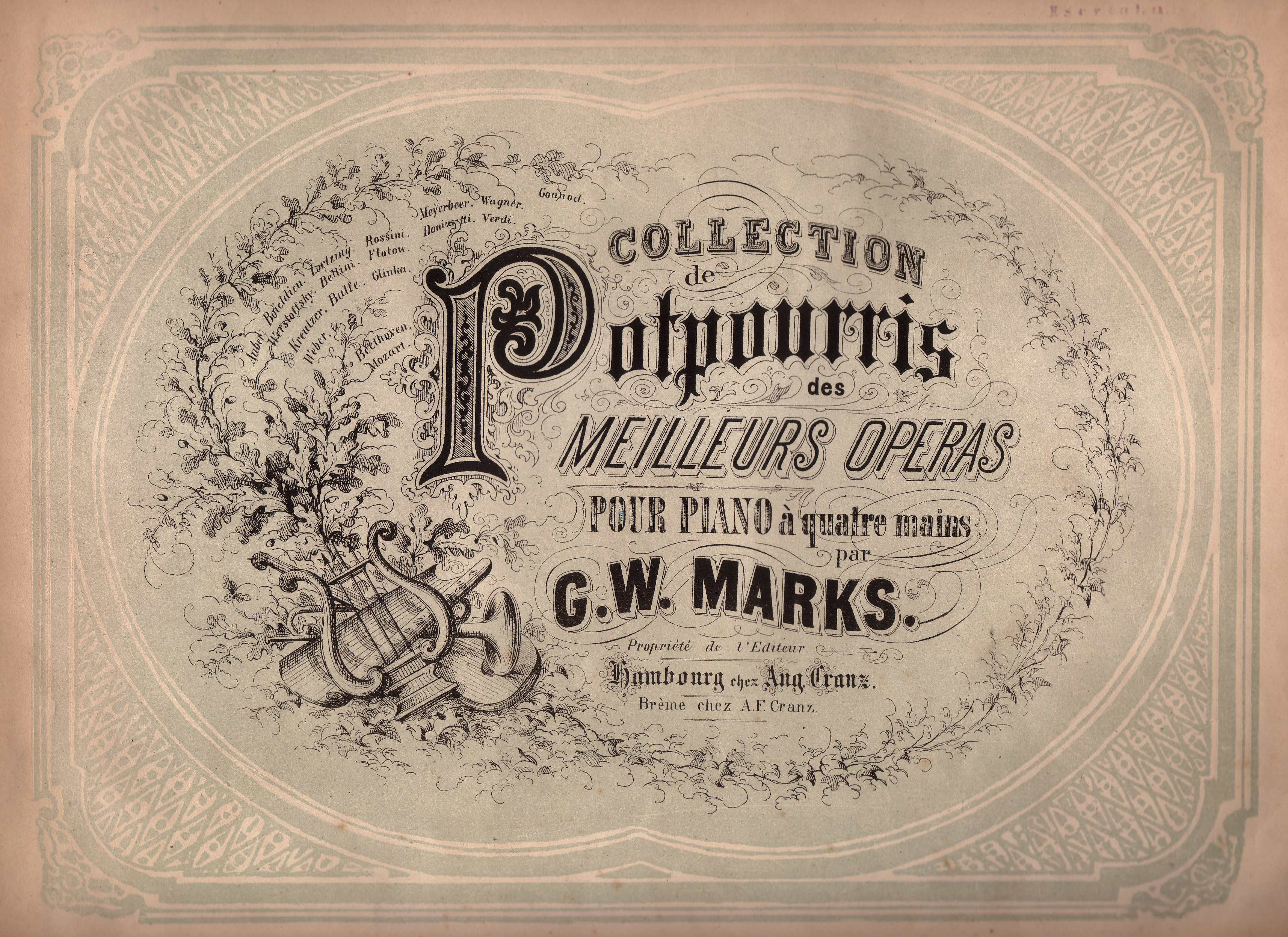
Титульний лист Концерту для фортепіано в чотири руки, опублікованого під псевдонімом G. W. Marks

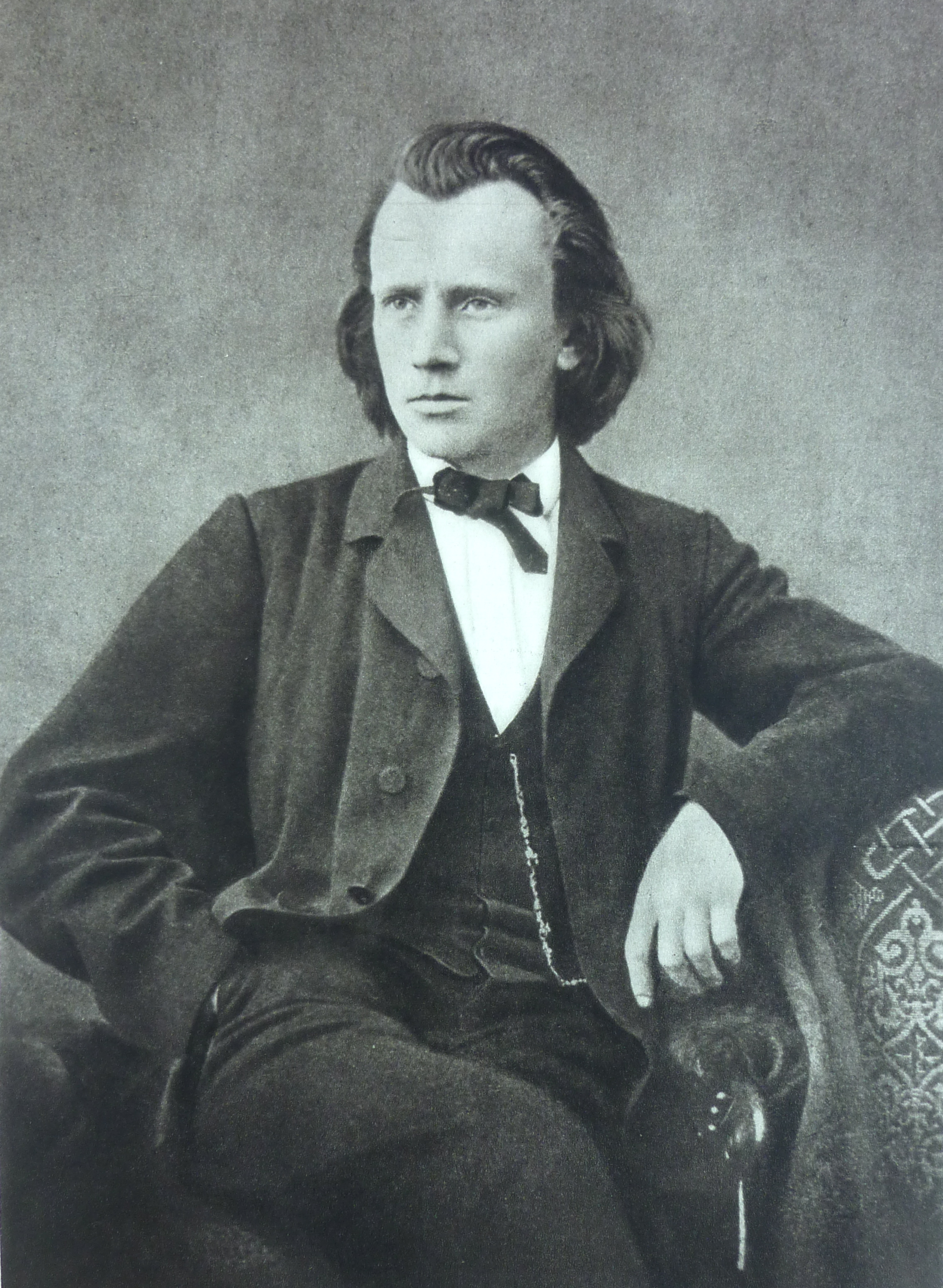
Йоганнес Брамс у 1866 році

Варіації на тему Р. Шумана фа-дієз мінор для фортепіано (Ор. 9, 1854), такти 30-32

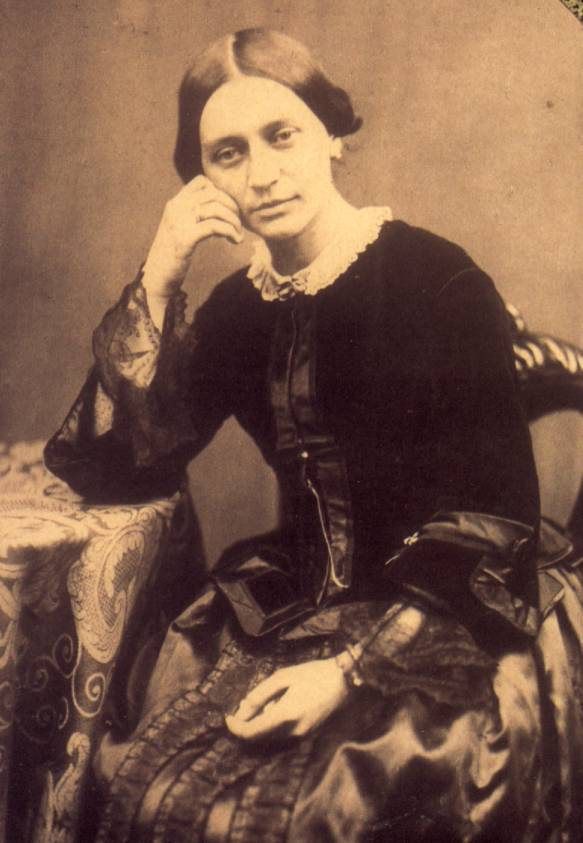
Клара Шуман у 1853 році

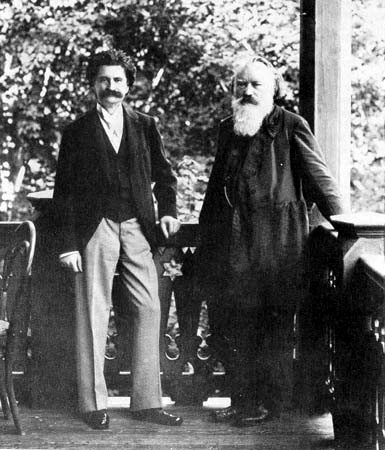
Й. Штраусс молодший та Й. Брамс, 1897 рік

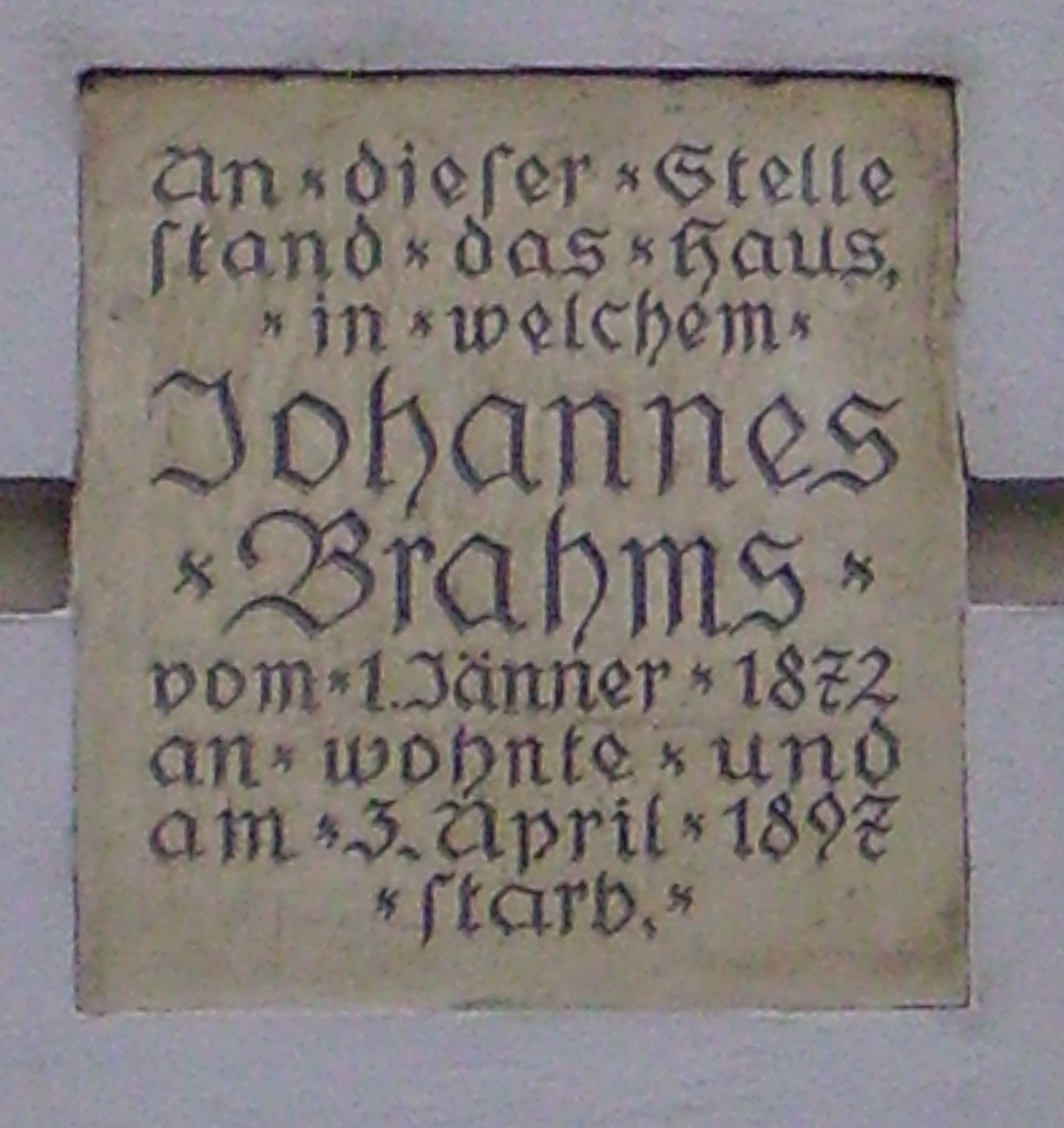
Меморіальна дошка на пам'ять про останнє місце проживання Йоганнеса Брамса у Відні

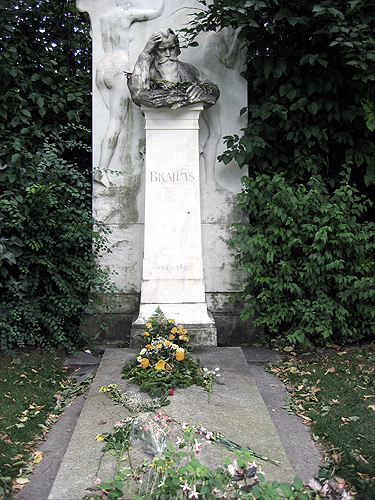
Могила Брамса у Відні

### Ранні роки
Йоганнес Брамс народився 7 травня 1833 року в Гамбурзі в родині музиканта. Його батько, Йоганн Якоб Брамс (1806—1872), грав на контрабасі та ріжку в невеликих ансамблях, а пізніше став контрабасистом Гамбурзького філармонічного оркестру. Він дав синові початкові навички гри на різноманітних струнних і духових інструментах, але Йоганнеса більше цікавило фортепіано. У семирічному віці він почав навчатися гри на фортепіано в Отто Коссела. Талант Брамса до композиції проявився рано, і в 1843 році за сприяння Коссела він був прийнятий до відомого на той час композитора Едуарда Марксена студентом з фортепіано і композиції. Написана Брамсом у 1849 році «Фантазія на тему улюбленого вальсу» вже свідчить про нього як віртуоза-піаніста.

### Знайомство з Йоахімом і Лістом
У 20-річному віці разом з угорським скрипалем Е. Ременьї зробив концертну поїздку, під час якої познайомився з Ференцем Лістом, Йозефом Йоахімом і Робертом Шуманом.

### Брамс і Шуман
За рекомендацією Йозефа Йоахіма у 1853 році Брамс познайомився із Робертом Шуманом, який був зачарований талантом молодого композитора і на сторінках «Нової музичної газети» (нім. Neue Zeitschrift für Musik) висловив своє захоплення.

### Між Детмольдом і Гамбургом
Після смерті Шумана у 1856 році Брамс ділив свій час між Гамбургом, де він диригував жіночим хором, і Детмольдом, де з 1857 по 1859 рік працював придворним вчителем музики і диригентом. У 1862 році переїхав до Відня, де успішно виступав як піаніст, пізніше і як хоровий диригент у Співочій капелі й Товаристві друзів музики.

### Роки злету популярності
У середині 1870-х років Брамс цілком присвятив себе творчій діяльності, виступав з виконанням своєї музики як диригент і піаніст, багато подорожував.

### Пізні роки
У 1890 році 57-річний Брамс вирішив припинити свою композиторську кар'єру, однак, дотриматись цього рішення не зміг. У наступні роки він створив цілий ряд визнаних шедеврів. Захоплення талантом кларнетиста Ріхарда Мюльфельда спонукало його до написання Кларнетового тріо (Op. 114, 1891), Кларнетового квінтету (Op. 115, 1891) і двох Сонат для кларнету (Op. 120, 1894). Також були написані декілька циклів форнепіанних п'єс (Opp. 116—119), «Чотири серйозні Пісні» (нім. Vier ernste Gesänge, Op. 121, 1896) та Одинадцять хоральних прелюдій для органу (Op. 122, 1896).

## Творчість
За обставин боротьби прихильників Ференца Ліста й Ріхарда Вагнера (веймарська школа) з послідовниками Фелікса Мендельсона й Роберта Шумана (лейпцизька школа), Брамс не прилучився до жодного з цих напрямків, Брамс глибоко й послідовно розвивав класичні традиції, які збагатив романтичним змістом. Музика Брамса оспівує свободу особистості, моральну стійкість, мужність, перейнята поривчастістю, бунтівливістю, тремтливим ліризмом. Імпровізаційний склад поєднується в ній зі строгою логікою розвитку.
Музична спадщина композитора велика й охоплює багато жанрів (за винятком опери). Чотири симфонії Брамса, з яких особливо виділяється остання, — одне з вищих досягнень симфонізму 2-ї половини XIX століття. Услід за Л. Бетховеном і Ф. Шубертом Брамс розумів циклічну композицію симфонії як інструментальну драму, частини якої об'єднані певною поетичною ідеєю. За художньою значимістю поруч із симфоніями Брамса стоять його інструментальні концерти, трактовані як симфонії із солюючими інструментами. Скрипковий концерт Брамса (1878) належить до числа найпопулярніших творів цього жанру. Великою популярністю користується також 2-й фортепіанний концерт (1881). З вокально-оркестрових творів Брамса найзначніший «Німецький реквієм» (1868) з його епічним розмахом і проникливою лірикою.
Різноманітна вокальна музика Брамса, видне місце в якій займають обробки народних пісень. Твори камерно-інструментального жанру відносяться переважно до раннього (1-е фортепіанне тріо, фортепіанний квінтет й ін.) і до пізнього періодів життя Брамса, для цих творів характерне посилення героїко-епічних рис і одночасно суб'єктивно-лірична спрямованість (2-е й 3-є фортепіанне тріо, сонати для скрипки й для віолончелі з фортепіано й ін.). Фортепіанні твори Брамса відрізняються контрапунктно розвинутою фактурою, тонкою мотивною розробкою. Почавши із сонат, Брамс надалі писав для фортепіано головним чином мініатюри. У фортепіанних вальсах й «Угорських танцях» проявилося захоплення Брамса угорським фольклором. В останній період творчості Брамс створив фортепіанні твори камерного плану (інтермецо, капричіо).

## Список творів

### Твори за опусом
- Op. 1, Фортепіанна Соната № 1 до мажор (1852)
- Op. 2, Фортепіанна Соната № 2 фа-дієз мінор (1852)
- Op. 3, 6 Пісень (1853)
- Op. 4, Скерцо мі-бемоль мінор для фортепіано (1851)
- Op. 5, Соната № 3 фа мінор (1853)
- Op. 6, 6 пісень
- Op. 7, 6 пісень
- Op. 8, Фортепіанне Тріо № 1 сі мажор (1854)
- Op. 9, Варіації на тему Р.Шумана фа-дієз мінор для фортепіано (1854)
- Op. 10 Чотири балади для фортепіано (1854)
  - № 1 ре мінор
  - № 2 ре мажор
  - № 3 сі мінор
  - № 4 сі мажор
- Op. 11, Серенада № 1 ре мажор для оркестру (1857)
- Op. 12, Ave Maria
- Op. 13, Begräbnisgesang
- Op. 14, 8 пісень та романсів
- Op. 15, Концерт для фортепіано з оркестром No.1 ре мінор (1859)
- Op. 16, Серенада № 2 ля мажор для оркестру (1859)
- Op. 17, Чотири пісні для жіночих голосів, двох валторн та арфи
- Op. 18, Струнний секстет № 1 сі-бемоль мажор (1860)
- Op. 19, 5 поем
- Op. 20, Три Дуети
- Op. 21, Два цикли варіацій для фортепіано
  - № 1 11 варіацій на оригінальну темуре мажор (1857)
  - № 2 14 варіацій на угорські мелодії ре мажор (1854)
- Op. 22, Marienlieder
- Op. 23, Варіації на тему Р.Шумана для фортепіано на 4 руки (1861)
- Op. 24, Варіації та фгуа на тему Генделя для фортепіано (1861)
- Op. 25, Фортепіанний Квартет № 1 соль мінор (1861)
- Op. 26, Фортепіанний Квартет № 2 ля мажор (1861)
- Op. 27, Псалам 13
- Op. 28, Чотири Дуети
- Op. 29, Два Мотети (1860, published 1864)
  - № 1 Es ist das Heil uns kommen her
  - № 2 Schaffe in mir Gott
- Op. 30, Geistliches Lied
- Op. 31, Три вокальні Квартети
  - № 1 Wechsellied zum Tanze (1859)
  - № 2 Neckereien (1863)
  - № 3 Der Gang zum Liebchen (1863)
- Op. 32, 9 пісень
- Op. 33, 15 Романсів «Liebesgeschichte der schönen Magelone»
- Op. 34, Фортепіанний Квінтет фа мінор (1864)
- Op. 35, Варіації на тему Паганіні для фортепіано (1862—1863)
- Op. 36, Струнний Секстет № 2
- Op. 37, Три Sacred Choruses
- Op. 38, Соната № 1 мі мінор для віолончелі
- Op. 39, 16 вальсів для фортепіано на 4 руки (1865)

| - № 1 сі мажор - № 2 мі мажор - № 3 соль-дієз мінор - № 4 мі мінор - № 5 мі мажор - № 6 до-дієз мажор - № 7 до-дієз мінор - № 8 сі-бемоль мажор | - № 9 ре мінор - № 10 соль мажор - № 11 сі мінор - № 12 мі мажор - № 13 до мажор - № 14 ля мінор - № 15 ля-бемоль мажор - № 16 ре мінор |

- Op. 40, Тріо для валторни, скрипки та фортепіано мі-бемоль мажор (1865)
- Op. 41, 5 пісень для чоловічих голосів
- Op. 42, Три світські пісні для хору
- Op. 43, Чотири пісні
- Op. 44, 12 пісень та романсів
- Op. 45, Німецький реквієм (1868)
- Op. 46, Чотири пісні
- Op. 47, 5 пісень
- Op. 48, 7 пісень
- Op. 49, 5 пісень — (№ 4, «Wiegenlied», відома як «колискова»)
- Op. 50, Rinaldo
- Op. 51, Два Струнних квартети
  - Струнний Квартет № 1 до мінор (1873)
  - Струнний Квартет № 2 ля мінор (1873)
- Op. 52, 18 Liebeslieder-Waltzer для фортепіано на 4 руки та вокальний Квартет ad libitum (1874)
- Op. 53, Висока Рапсодія
- Op. 54, 'Schicksalslied
- Op. 55, Triumphlied
- Op. 56, Варіації на тему Joseph Haydn (1873)
- Op. 57, 8 пісень
- Op. 58, 8 пісень
- Op. 59, 8 пісень
- Op. 60, Фортепіанний Квартет № 3 до мінор
- Op. 61, Чотири Дуети
- Op. 62, 7 secular пісень для хору
- Op. 63, 9 пісень
- Op. 64, Три Вокальних квартети
- Op. 65, Brahms Op.65|Neue Liebeslieder — 15 Waltzes
- Op. 66, 5 дуетів
- Op. 67, Струнний Квартет № 3 сі-бемоль мажор (1876)
- Op. 68, Симфонія № 1 до мінор (1876)
- Op. 69, 9 пісень
- Op. 70, Чотири пісні
- Op. 71, 5 пісень
- Op. 72, 5 пісень
- Op. 73, Симфонія № 2 ре мажор (1877)
- Op. 74, Два мотети
- Op. 75, Чотири балади та романси
- Op. 76, 8 п'єс для фортепіано (1878)
  - № 1 Капричіо фа-дієз мінор
  - № 2 Капричіо сі мінор
  - № 3 Інтермецо ля-бемоль мажор
  - № 4 Інтермецо сі-бемоль мажор
  - № 5 Капричіо до-дієз мажор
  - № 6 Інтермецо ля мажор
  - № 7 Інтермецо ля мінор
  - № 8 Капричіо до мажор
- Op. 77, Концерт для скрипки з оркестром ре мажор (1878)
- Op. 78, Violin Соната № 1 соль мажор
- Op. 79, Дві Рапсодії для фортепіано (1879)
  - № 1 Рапсодія сі мінор
  - № 2 Рапсодія соль мінор
- Op. 80, Academic Festival Overture для оркестру (1880)
- Op. 81, Tragic Overture для оркестру (1880)
- Op. 82, Nänie (1881)
- Op. 83, Концерт для фортепіано з оркестром № 2 сі-бемоль Мажор(1881)
- Op. 84, романси та Пісні
- Op. 85, 6 пісень
- Op. 86, 6 пісень
- Op. 87, Фортепіанне Тріо № 2 до мажор
- Op. 88, Струнний Квінтет № 1 фа мажор (1882)
- Op. 89, Gesang der Parzen
- Op. 90, Симфонія № 3 фа мажор (1883)
- Op. 91, Дві Пісні
- Op. 92, Чотири Вокальні Квартети
- Op. 93, 6 пісень та романсів для хору
- Op. 94, 5 пісень
- Op. 95, 7 пісень
- Op. 96, 4 пісні
- Op. 97, 6 пісень
- Op. 98 Симфонія № 4 мі мінор (1885)
- Op. 99, віолончелі Соната № 2 фа мажор (1886)
- Op. 100, Violin Соната № 2 ля мажор (1886)
- Op. 101, Фортепіанне Тріо № 3 до мінор (1886)
- Op. 102, Подвійний концерт для скрипки та віолончелі ля мінор (1887)
- Op. 103, Zigeunerlieder
- Op. 104, 5 пісень для хору
- Op. 105, 5 пісень
- Op. 106, 5 пісень
- Op. 107, 5 пісень
- Op. 108, Скрипкова соната № 3
- Op. 109, Fest- und Gedenksprüche для хору
- Op. 110, Три мотети
- Op. 111, Струнний квінтет № 2 соль мажор («Prater») (1890)
- Op. 112, 6 Вокальних Квартетів
- Op. 113, 13 Канонів для жіночого хору
- Op. 114, Тріо для фортепіано, кларнету, та віолончелі ля мінор (1891)
- Op. 115, Квінтет для кларнету та Струнних сі мінор (1891)
- Op. 116, 7 Фантазій для фортепіано (1892)
  - № 1 Капричіо ре мінор
  - № 2 Інтермецо ля мінор
  - № 3 Капричіо соль мінор
  - № 4 Інтермецо мі мажор
  - № 5 Інтермецо мі мінор
  - № 6 Інтермецо мі мажор
  - № 7 Капричіо ре мінор
- Op. 117, Три Intermezzi для фортепіано (1892)
  - № 1 мі-бемоль мажор
  - № 2 сі-бемоль мінор
  - № 3 до-дієз мінор
- Op. 118, 6 п'єс для фортепіано (1893)
  - № 1 Інтермецо ля мінор
  - № 2 Інтермецо ля мажор
  - № 3 Балада соль мінор
  - № 4 Інтермецо фа мінор
  - № 5 Романс фа мажор
  - № 6 Інтермецо мі-бемоль мінор
- Op. 119, Чотири п'єс для фортепіано (1893)
  - № 1 Інтермецо сі мінор
  - № 2 Інтермецо мі мінор
  - № 3 Інтермецо до мажор
  - № 4 Рапсодія мі-бемоль мажор
- Op. 120, Сонати для кларнету
- Op. 121, Vier ernste Gesänge («Чотири серйозні Пісні») (1896)
- Op. 122, 11 хоральних прелюдій для органу (1896)
  - № 1 Mein Jesu, der du mich
  - № 2 Herzliebster Jesu, was hast du verbrochen
  - № 3 O Welt, ich muss dich lassen
  - № 4 Herzlich tut mich erfreuen
  - № 5 Schmücke dich, o Liebe Seele
  - № 6 O wie selig seid ihr doch, ihr Frommen
  - № 7 O Gott, du frommer Gott
  - № 8 Es ist ein Ros' entsprungen
  - № 9 Herzlich tut mich verlangen
  - № 10 Herzlich tut mich verlangen (друга редакція)
  - № 11 O Welt, ich muss dich lassen (друга редакція)

### Твори без опусу[9]
- WoO 1 Угорські танці (1869)
- WoO 7, Хоральна Прелюдія і фуга on «O Traurigkeit, o Herzeleid» для органу
- WoO 8, Фуга ля-бемоль мінор для органу
- WoO 9, Прелюдія і фуга ля мінор для органу
- WoO 10, Прелюдія і фуга соль мінор для органу

### Видані в українському перекладі
- Брамс І. Вірність кохання: «Утопи, моя доню, журбу свою…»: Ор. З, № 1: Для серед, голосу з ф-но. /Сл. Р.Рейніка; Пер. Д.Ревуцького. — К.: Книгоспілка, [Б.р.]. — 5 с. — (Вок. б-ка). — Літ. текст: укр., рос.
- Брамс І. З старих пісень кохання: «Конем я їхав…». — [Б.м.]: [Б.в.], [Б.р.]. — 4 с.
- Брамс І. Коваль: «Мій любий коваль…»: Ор. 19, № 4 /Сл. Уланда; Пер. М.Рильського. — К.: Книгоспілка, [Б.р.]. — 3 с.
- Брамс І. Колискова /Обр. А.Цахе; Укр. текст М.Познанської // Вокальні ансамблі: Репертуар. — метод. посіб. /За ред. О.Чеботарьової. — К.; 1970. — С.26-27.
- Брамс Й. На цвинтарі: «Сьогодня день сумний…»: Вип. 3. 6 пісень Йогана Брамса для низьк. та висок. голосу: Ор. 105, № 4 /Сл. Д.Лілієнкрона; Пер. Н.Лівицької,- Прага: Вид. Укр. муз. т-ва при Укр. громад, ком. в Празі, 1924, — 4 с.
- Брамс Й. Самотою в полі: «Лежу в траві високій і гнучкій…»: Вип 3 . 6 пісень Йогана Брамса для низьк. та висок, голосу: Ор. 86, № 2 /Сл. Г.Альмерса; Пер. І. Н. Лівицької.- Прага: Вид. Укр. муз. т-ва при Укр. громад, ком. в Празі, 1924, — 3 с.
- Брамс Й. У степу: «Степом широким мовчки іду…»: Вип. 3. 6 пісень Йогана Брамса для низьк. та висок, голосу: Ор. 86, № 4 /Сл. Т.Шторма; Пер. Н.Лівицької, — Прага: Вид. Укр. муз. т-ва при Укр. громад, ком. в Празі, 1924. — 3 с.
- Брамс Й. «У тебе більш не бути…»: Вип. 3. 6 пісень Йогана Брамса для низьк. та висок. голосу: Ор. 32, № 2 /Сл. Б.Даумера; Пер. Н.Лівицької,- Прага: Вид. Укр. муз. т-ва при Укр. громад, ком. в Празі, 1924, — 4 с.
- Брамс Й. «Я знов іду сумний в пітьму»: Вип. 3. 6 пісень Йогана Брамса для низьк. та висок, голосу: Ор. 32, № 3 /Сл. А.Платена; Пер. Н.Лівицької. — Прага: Вид. Укр. муз. т-ва при Укр. громад, ком. в Празі, 1924, — 2 с.

## Аудіо
- Рапсодія мі-бемоль мажор, Op. 119, № 4ⓘ
- Угорський танок №6ⓘ

## Записи творів Брамса
Повний комплект симфоній Брамса записали диригенти: Клаудіо Аббадо, Даніель Баренбойм, Герман Абендрот, Ніколаус Арнонкур, Володимир Ашкеназі, Джон Барбіроллі, Даніель Баренбойм, Едуард ван Бейнум, Карл Бем, Леонард Бернстайн, Адріан Боулт, Семен Бичков, Фелікс Вейнгартнер, Бруно Вальтер, Гюнтер Ванд, Джон Еліот Гардінер, Карло Марія Джуліні, Крістоф фон Донаньї, Антал Дораті, Колін Девіс, Вольфганг Завалліш, Курт Зандерлінг, Яп ван Зведен, Отмар Зуйтнер, Еліаху Інбал, Ойген Йохум, Герберт фон Караян, Рудольф Кемпе, Іштван Кертес, Отто Клемперер, Кирило Кондрашин, Рафаель Кубелік, Густав Кун, Сергій Кусевицький, Джеймс Лівайн, Еріх Ляйнсдорф, Лорін Маазель, Курт Мазур, Чарлз Маккерас, Невіл Маррінер, Віллем Менгельберг, Зубін Мета, Євген Мравінський, Рікардо Муті, Роджер Норрінгтон, Одзава Сейдзі, Юджин Орманді, Вітольд Ровіцький, Саймон Реттл, Євген Свєтланов, Лейф Сегерстам, Джордж Селл, Леопольд Стоковський, Артуро Тосканіні, Володимир Федосєєв, Вільгельм Фуртвенглер, Бернард Гайтінк, Гюнтер Хербіг, Серджіу Челібідаке, Джеральд Шварц, Ганс Шмідт-Іссерштедт, Георг Шолті, Горст Штайн, Крістоф Ешенбах, Марек Яновський, Маріс Янсонс, Нееме Ярві та інші.
Записи окремих симфоній виконали: Карел Анчерл (№ 1—3), Юрий Башмет (№ 3), Томас Бічем (№ 2), Ганс Вонк (№ 2, 4), Гвідо Кантеллі (№ 1, 3), Джансуг Кахідзе (№ 1), Карлос Кляйбер (№ 2, 4), Ганс Кнаппертсбуш (№ 2—4), Рене Лейбовіц (№ 4), Ігор Маркевич (№ 1, 4), П'єр Монте (№ 3), Шарль Мюнш (№ 1, 2, 4), Вацлав Нойман (№ 2), Ян Віллем ван Оттерло (№ 1), Андре Превін (№ 4), Фріц Райнер (№ 3, 4), Віктор де Сабата (№ 4), Клаус Теннштедт (№ 1, 3), Віллі Ферреро (№ 4), Іван Фішер (№ 1), Ференц Фрічай (№ 2), Даніель Хардінг (№ 3, 4), Герман Шерхен (№ 1, 3), Карл Шуріхт (№ 1, 2, 4), Карл Еліасберг (№ 3) та інші.
Записи Скрипкового концерту (Op. 77, 1878) здійснили скрипалі: Джошуа Белл, Іда Гендель, Ґідон Кремер, Ієгуді Менухін, Анне-Софі Муттер, Давід Ойстрах, Іцхак Перлман, Йожеф Сігеті, Володимир Співаков, Ісаак Стерн, Крістіан Ферра, Яша Хейфец, Генрик Шерінг.

## Цікаві факти
- 21 квітня 2011 року в Києві відбулась прем'єра «Німецького реквієму» Брамса українською мовою. Твір виконував Київський симфонічний оркестр та хор під керівництвом диригента Роджера Макмерріна, а переклад з німецької здійснила Тетяна Островська[10].
- На честь композитора названо астероїд 1818 Брамс[11].